# Ransom Eli Olds

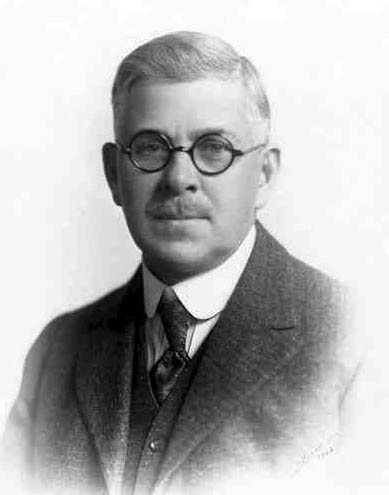
Ransom Olds omstreeks 1920

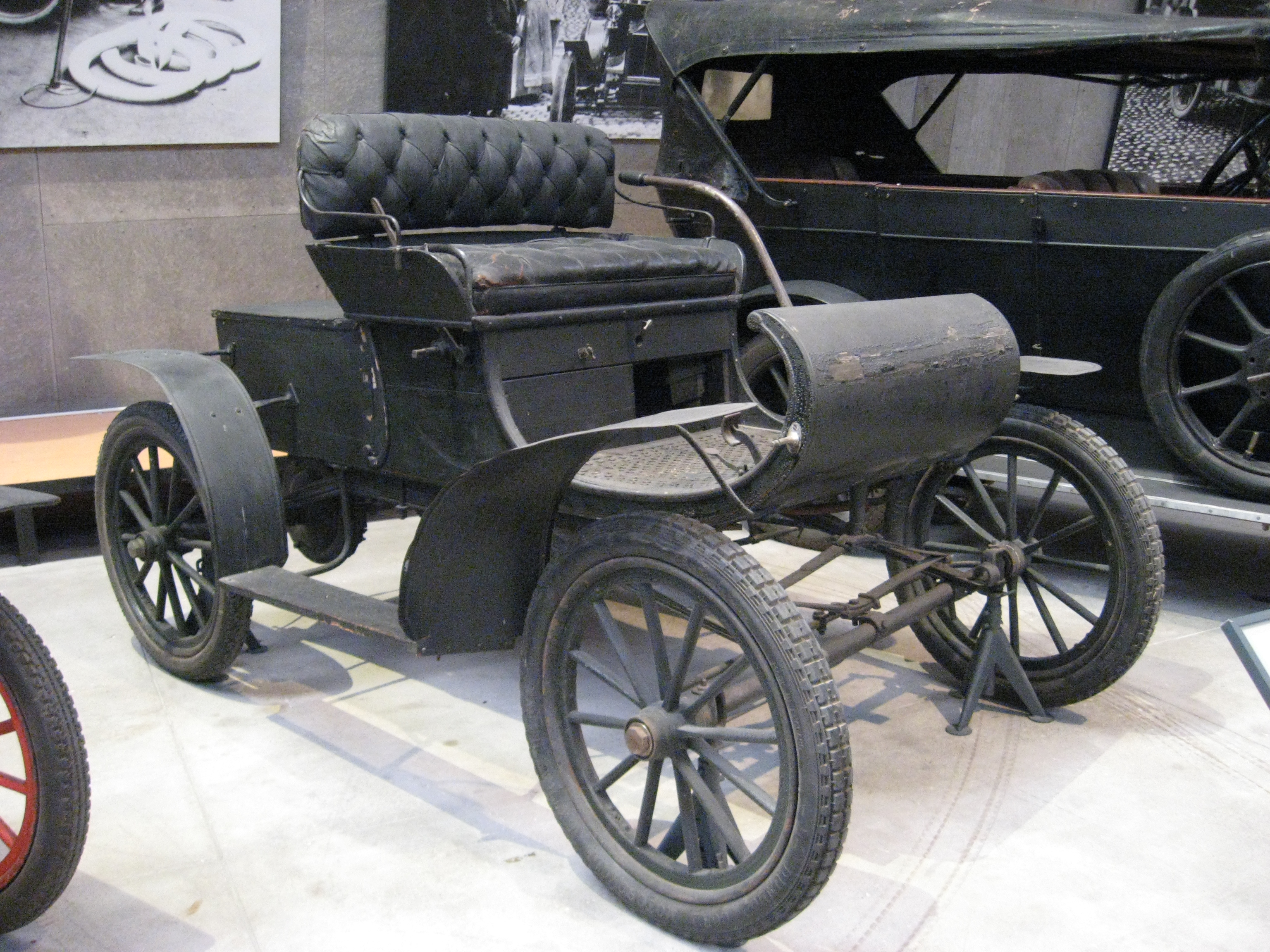
Oldsmobile Curved Dash uit 1902

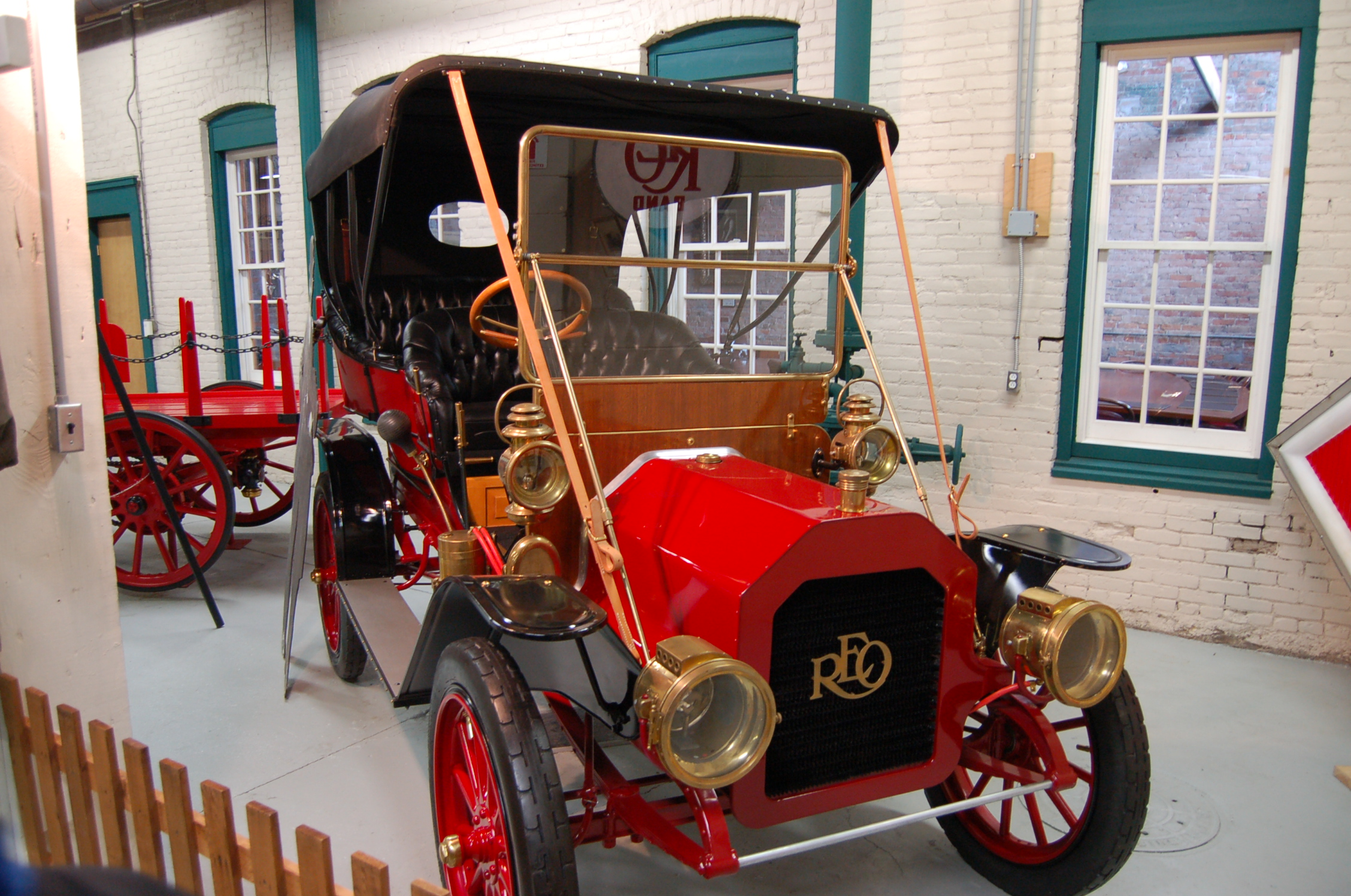
REO auto uit 1909

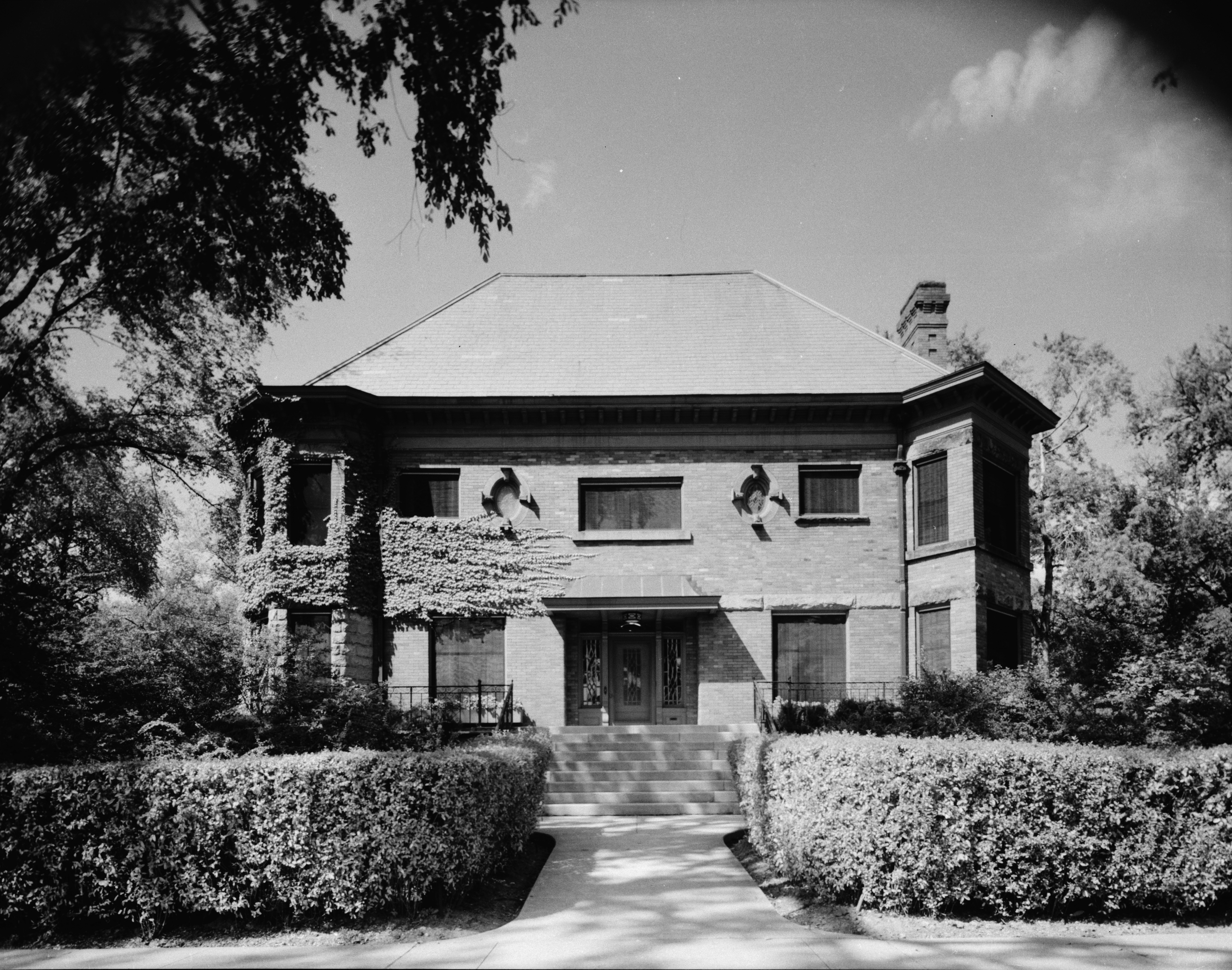
Het herenhuis in Queen Anne-stijl aan South Washington Avenue in Lansing

Ransom Eli Olds (Geneva (Ohio), 3 juni 1864  –  Lansing (Michigan), 26 augustus 1950) was een pionier van de Amerikaanse auto-industrie. Hij was de oprichter van de merken Oldsmobile en REO. Hij maakte zijn eerste stoomwagen in 1887 en zijn eerste auto met benzinemotor in 1896. De moderne lopende band wordt toegeschreven aan Olds.

## Jeugd en begin
Ransom Eli Olds werd op 3 juni 1864 geboren in Geneva (Ohio). Hij was de jongste zoon van smid Plinius Fiske Olds en zijn vrouw Sarah Whipple Olds. In 1880 verhuisde het gezin naar Lansing in Michigan waar Ransom naar de middelbare school ging, maar deze niet afmaakte. Vanaf 1883 werkte hij in het familiebedrijf P.F. Olds & Son, een smederij van zijn vader en zijn oudere broer Wallace. In 1887 bouwde Olds zijn eerste voertuig, een stoomwagen met drie wielen, maar het meeste geld in de smederij werd verdiend met reparatiewerkzaamheden. Ransom Olds trouwde op 5 juni 1889 met Metta Ursula Woodward.

## Olds Motor
Op 21 augustus 1897 richtte hij de Olds Motor Vehicle Company op in Lansing. Dit bedrijf werd in 1899 overgenomen Samuel L. Smith, een man die zijn vermogen had verdiend in de metaal- en houthandel. Een jaar later werd de naam van het bedrijf gewijzigd in Olds Motor Works en verhuisde naar Detroit. Smith werd president en Olds werd vice-president en algemeen directeur.
In 1901 had Olds elf prototypes van voertuigen gemaakt op stoom, elektriciteit en met benzinemotor. Op 9 maart 1901 kwam er een grote tegenslag, de fabriek brandde tot de grond toe af. Slechts één model, de kleine Oldsmobile Curved Dash, werd gered en dit werd de eerste auto die in productie kwam.
Later dat jaar reed Roy Chapin, de testrijder van zijn bedrijf, een Curved Dash van Detroit naar de New York Automobile Show. Na acht dagen bereikte Chapin New York. Tijdens de show deed Olds zijn uiterste best de auto te verkopen en tekende een contract voor de levering van 1000 voertuigen. De auto kostte toen US$ 650 per stuk. Er werden ongeveer 600 stuks verkocht in 1901, ongeveer 3000 in 1902 en tussen de 4000 en 5000 in 1904.
De Curved Dash was de eerste in massa geproduceerde en laaggeprijsde Amerikaanse auto, voor de Ford Model T van Henry Ford. Tussen 1901 en 1907 werden er 19.000 stuks van gemaakt. Olds was de eerste persoon die een stationaire assemblagelijn in de auto-industrie gebruikte, dit maakte een vervijfvoudiging van de productie mogelijk van 425 auto's in 1901 tot 2500 in 1902. Henry Ford ging verder met zijn idee en was de eerste die een bewegende band gebruikte om auto's te vervaardigen.
Toen de zoon van Smith, Frederic, in het bedrijf kwam werken, hadden hij en Ransom Olds vaak ruzie. In 1904 bereikte de samenwerking een dieptepunt en Olds verliet het bedrijf. Olds Motor Works werd in 1908 opgekocht door General Motors en ging binnen dit concern verder als Oldsmobile Motors. Bijna een eeuw later, in 2004, stopte General Motors met het merk Oldsmobile.

## REO
Ralsom Olds richtte vervolgens de RE Olds Motor Car Company op. De naam werd snel veranderd in REO Motor Car Company om een rechtszaak met Olds Motor Works te voorkomen. REO waren de initialen van zijn naam, maar was bedoeld als acroniem en dus uitgesproken als een woord. Olds was president van REO tot 1925 en ging in dat jaar met pensioen. In 1936 raakte dit bedrijf in financiële moeilijkheden, de productie van personenwagens werd gestaakt en Olds verkocht zijn aandelen. Het bedrijf maakte een doorstart en ging vanaf 1938 verder als REO Motors, Inc., een fabrikant van vrachtwagens en autobussen. In 1954 fuseerde REO Motors met Diamond T Motor Car Company en de twee gingen verder als Diamond Reo Trucks, Inc.. Dit bedrijf bleef tot 1975 in zaken.

## Overige activiteiten
Naast zijn autofabriek was Olds ook betrokken bij de oprichting van een bank. In 1906 opende Capital National Bank zijn deuren. Olds was de belangrijkste investeerder in Olds Tower. Toen het in 1931 voltooid werd, was Olds Tower het hoogste kantoorgebouw in Lansing. Het gebouw bestaat nog steeds en staat bekend als de Boji Tower of Michigan National Bank Building.
Olds was ook betrokken bij de bouw van het Hotel Olds waar later het kantoor van de gouverneur van Michigan is gevestigd.
In het begin van de 20e eeuw bouwde Olds een herenhuis in Queen Anne-stijl aan South Washington Avenue in Lansing. Een opmerkelijke innovatie was een draaitafel in de garage, de auto reed binnen en de tafel maakte een halve draai en de auto kon, zonder achteruit te rijden, de garage weer verlaten. Het landhuis werd in 1966 gesloopt om ruimte te maken voor de Interstate 496, die ook bekend staat als R.E. Olds Freeway of Olds Freeway.
Buiten Lansing was hij ook actief. In 1916 kocht hij in Florida 152 km² land voor ongeveer een half miljoen dollar. Zijn plan was een stad te bouwen met 100.000 inwoners. Architecten en stadsplanners werden ingehuurd om ontwerpen te maken en arbeiders werden ingehuurd voor de daadwerkelijke bouw. Het wegenpatroon kreeg de vorm van een wiel, met de as aan de kust van Tampabaai en spaken die landinwaarts steken. De plaatsnaam is een aantal keer gewijzigd, het begon als RE Olds-on-the-Bay en dit veranderde uiteindelijk in Oldsmar. In 1923 had Olds meer dan US$ 4,5 miljoen geïnvesteerd en er woonden slechts zo'n 200 mensen. Olds verkocht zijn bezittingen en hij verloor zo'n drie miljoen dollar op zijn plan.
Hij overleed op 26 augustus 1950 in Lansing. Hij was 86 jaar oud.